# 许景渊
许景渊（1912年—2006年），笔名劳陇，江苏无锡人，中国翻译家。

## 生平
许景渊早年毕业于北平税务专门学校，后任职于上海江海关。1935年，与钱基厚之女钱锺元成婚。中华人民共和国成立后任教于国际关系学院。文化大革命期间遭到批斗，双耳致聋。自此取笔名“劳陇”，以“老聋”为谐音。1970年代初调入河北大学外文系。文革结束后，他回到重建的国际关系学院。
许景渊是一位翻译家，长期在《中国翻译》、《外国语》等专业期刊上发表论文讨论翻译问题。除理论研究外，他也出版过多部译著，包括李约瑟《四海之内》（Within the Four Seas）、林语堂《朱门》（The Vermilion Gate）、杰罗姆·克拉普卡·杰罗姆《三怪客泛舟记》等。

## 家庭
许景渊来自无锡既翕堂许氏世家，始迁祖许松佶曾任清朝按察使、布政使等，许景渊为迁锡第八代。历史学家许倬云为其族侄。
许景渊之妻钱锺元（1914年—1959年）与其为无锡同乡。她是钱基厚长女、钱基博侄女，也是钱锺书的堂妹。钱基博还是钱锺元在无锡国学专科学校的老师，夫妻二人经钱基博介绍成婚。他们育有一子许大雄，毕业于天津大学，是一名耐火材料专家。